# SpVgg Fichte Bielefeld
Die SpVgg Fichte Bielefeld (offiziell: Spielvereinigung Fichte 06/07 Bielefeld e. V.) war ein Sportverein aus Bielefeld. Am 1. Juli 1999 fusionierte er mit dem VfB 03 Bielefeld zum VfB Fichte Bielefeld. Die erste Fußballmannschaft spielte 20 Jahre lang in der höchsten westfälischen Amateurliga. Der Vereinsname Fichte geht auf den deutschen Philosophen Johann Gottlieb Fichte zurück.

## Geschichte

### Strukturelle Entwicklung
Die Wurzeln der SpVgg Fichte reichen bis ins Jahr 1906 zurück, als der SC Concordia Bielefeld gegründet wurde. Dieser fusionierte 1921 mit dem zehn Jahre zuvor gegründeten SV Teutonia Bielefeld zum Spielverein 06 Bielefeld. Vier Jahre später kam es zur Fusion mit dem 1. Bielefelder SC Eintracht, der 1907 gegründet worden war und nicht mit dem heutigen TuS Eintracht Bielefeld zu verwechseln ist. Das Fusionsprodukt aus Spielverein und Eintracht nannte sich Bielefelder SpVgg, dem sich 1926 die Sportfreunde Sieker anschlossen.
Parallel dazu existierte im Stadtteil Sieker der FTSV Fichte Bielefeld, der unter den Industriearbeitern im Bielefelder Osten sehr beliebt war. Der Verein nahm am Spielbetrieb des Arbeiter-Turn- und Sportbundes teil und wurde im Jahre 1933 von den Nationalsozialisten verboten. Der Großteil der Mitglieder schloss sich nach dem Verbot aufgrund der räumlichen Nähe der bürgerlichen SpVgg an. Nach dem Ende des Zweiten Weltkrieges wurde der FTSV Fichte Bielefeld neu gegründet und fusionierte entweder 1945 oder 1947 mit der Bielefelder SpVgg zur SpVgg Fichte Bielefeld.
Sowohl der FTSV Fichte Bielefeld als auch die SpVgg Fichte Bielefeld hatten ihre Anhänger in der Arbeiterschaft des Stadtteils Sieker und Umgebung. Ein in der Nähe des Stadions Rußheide aufgewachsenes Mitglied erinnerte sich, dass seine Mutter es ihm strikt verboten hätte, sich ein Spiel von Arminia Bielefeld anzuschauen mit der Begründung, dass zur Arminia nur „die Reichen da drüben im Westen“ gehen würden.

### Bis zum Zweiten Weltkrieg
Der Bielefelder SC Eintracht nahm 1908 den Spielbetrieb in der B-Klasse des Bezirks Ravensberg/Lippe auf, erreichte dort allerdings nur den letzten Platz. Bis zum Ende des Ersten Weltkrieges nahm die Eintracht an der Bezirksmeisterschaft von Ravensberg/Lippe teil, bei der in der Saison 1915/16 erstmals auch die Teutonia mitspielte. Über die frühen Jahre der Concordia und des Spielvereins ist nichts bekannt. Der Bielefelder SpVgg gelang 1928 der Aufstieg in die 1. Bezirksklasse Westfalen. Wegen einer Ligareform stieg die Spielvereinigung zwar sofort wieder ab, schaffte aber schon in der nächsten Spielzeit den Wiederaufstieg. In der Saison 1931/32 gelang ein überraschender 3:2-Sieg beim Lokalrivalen DSC Arminia. Ab 1933 spielte die SpVgg in der zweitklassigen Bezirksklasse Ostwestfalen weiter, aus der man 1937 abstieg. Die Arbeiterfußballer vom Freien Turn- und Sportverein Fichte wurden 1929 Kreismeister und qualifizierten sich damit für die deutsche Meisterschaft im Arbeiterfußball. In der Gruppe Nordwestdeutschland traf die Mannschaft auf Lorbeer Hamburg und verlor trotz 2:1-Führung nach 71 Minuten knapp mit 2:3. Mit Karl Beckmann und Jack Holtkamp stellte der Verein zwei deutsche Arbeiternationalspieler.

### Nachkriegszeit (1945 bis 1964)
Die SpVgg wurde 1946 erster Nachkriegskreismeister in Bielefeld und wurde in der folgenden Bezirksklassensaison Vizemeister hinter dem TSV Detmold. 1950 wurde Fichte erneut Vizemeister, dieses Mal hinter dem SVA Gütersloh, und stieg in die neu geschaffene 2. Landesliga Westfalen auf. Mit nur einem Punkt Rückstand auf den VfL Altenbögge und Schwarz-Gelb Unna stieg die Mannschaft allerdings gleich wieder ab. Der direkte Wiederaufstieg wurde als Vizemeister hinter dem SV Brackwede verpasst. 1954 wurde Fichte Meister der Bezirksklasse und stieg in die damals drittklassige Landesliga Westfalen auf, die seinerzeit die höchste Amateurliga Westfalens bildete. Erneut folgte der direkte Wiederabstieg, dieses Mal als Vorletzter. Tiefpunkt der Saison war eine 1:11-Niederlage im Derby beim SV Brackwede. 1957 gelang unter dem Spielertrainer Günther Stolte der erneute Aufstieg in die Landesliga.
Dieses Mal konnte sich Fichte in der Landesliga etablieren und schlug unter anderem den Meister Borussia Lippstadt mit 7:2. Ein Jahr später wurde Fichte überraschend Meister der Landesliga vor dem TBV Lemgo und stieg in die zwei Jahre zuvor eingerichtete Verbandsliga Westfalen auf. Im neuen westfälischen Oberhaus kam Fichte nicht über den Abstiegskampf hinaus und hatte am Saisonende zumeist einen oder zwei Punkte Vorsprung auf den ersten Abstiegsplatz. In der Saison 1959/60 qualifizierte sich die Mannschaft erstmals für den westdeutschen Pokal, wo Fichte in der ersten Runde dem Duisburger SpV mit 1:3 unterlag. Schließlich folgte 1964 der Abstieg aus der Verbandsliga. Fichte schloss die Saison wie die Hammer SpVg, Germania Datteln, die Sportfreunde Gladbeck, Erle 08 und die SpVgg Erkenschwick mit jeweils 31:33 Punkten ab. Es wurde eine Entscheidungspielrunde zwischen den sechs Mannschaften nach dem Modus jeder gegen jeden ausgespielt, an deren Ende die schlechteste Mannschaft den vierten Abstiegsplatz belegte. Fichte holte aus den fünf Spielen nur einen Punkt im Heimspiel gegen die Hammer SpVg und stieg folglich in die Landesliga ab.
| Saison  | Liga                  | Level | Platz | Tore  | Punkte | Saison  | Liga                 | Level | Platz | Tore  | Punkte |
| ------- | --------------------- | ----- | ----- | ----- | ------ | ------- | -------------------- | ----- | ----- | ----- | ------ |
| 1945/46 | Kreisklasse Bielefeld | III   | 1.    | ?:?   | ?:?    | 1955/56 | Bezirksklasse, Gr. 1 | IV    | 1.    | 81:28 | 45:7   |
| 1946/47 | Bezirksklasse, Gr. 1  | II    | 2.    | 32:36 | 22:14  | 1956/57 | Landesliga, Gr. 1    | IV    | 5.    | 51:41 | 31:25  |
| 1947/48 | Bezirksklasse, Gr. 1  | III   | 8.    | 53:51 | 19:25  | 1957/58 | Landesliga, Gr. 1    | IV    | 1.    | 69:30 | 46:10  |
| 1948/49 | Bezirksklasse, Gr. 1  | III   | 5.    | 61:40 | 27:21  | 1958/59 | Verbandsliga, Gr. 1  | III   | 12.   | 30:40 | 27:33  |
| 1949/50 | Bezirksklasse, Gr. 1  | IV    | 2.    | 53:34 | 44:16  | 1959/60 | Verbandsliga, Gr. 1  | III   | 8.    | 43:48 | 29:31  |
| 1950/51 | 2. Landesliga, Gr. 2  | IV    | 12.   | 43:56 | 20:32  | 1960/61 | Verbandsliga, Gr. 1  | III   | 10.   | 41:45 | 25:31  |
| 1951/52 | Bezirksklasse, Gr. 1  | V     | 2.    | 78:40 | 42:18  | 1961/62 | Verbandsliga, Gr. 1  | III   | 10.   | 37:40 | 26:30  |
| 1952/53 | Bezirksklasse, Gr. 1  | IV    | 3.    | 79:62 | 36:24  | 1962/63 | Verbandsliga, Gr. 1  | III   | 10.   | 33:43 | 26:30  |
| 1953/54 | Bezirksklasse, Gr. 1  | IV    | 1.    | 84:35 | 51:13  | 1963/64 | Verbandsliga, Gr. 1  | III   | 14.   | 39:49 | 31:33  |
| 1954/55 | Landesliga, Gr. 1     | III   | 15.   | 42:80 | 21:39  |         |                      |       |       |       |        |

### Langsamer Niedergang und schnelle Rückkehr (1964 bis 1979)
Fichte wurde für die Saison 1964/65 statt in die für ostwestfälische Mannschaften typische Gruppe 1 in die Gruppe 5 der Landesliga eingereiht, was der Mannschaft unter anderem ein Gastspiel der Amateure von Borussia Dortmund einbrachte. Nach einem sechsten Platz wurde Fichte 1965 in die Gruppe 1 versetzt und wurde prompt Vizemeister hinter dem Stadtrivalen SV Brackwede. In den folgenden Spielzeiten war Fichte regelmäßig in der oberen Tabellenhälfte zu finden. Der Verein verhandelte im Jahre 1967 über eine mögliche Fusion mit dem VfB 03 Bielefeld, die den Namen 1. Bielefelder Sport-Vereinigung tragen sollte. Jedoch scheiterten die Verhandlungen. Im Jahre 1969 wurde die Mannschaft Dritter hinter Minden 05 und der Spvg Steinhagen. Die Bielefelder hatten zwei Punkte Rückstand auf Steinhagen, die über eine Aufstiegsrunde den Sprung in die Verbandsliga schafften. Ein Jahr später bezog Fichte das neu eröffnete Stadion Rußheide, dass sich der Verein mit dem späteren Fusionspartner VfB 03 Bielefeld teilte.
Nach einem vierten Platz in der Saison 1971/72 rutschte die Mannschaft langsam ins Mittelmaß der Landesliga zurück. Die Saison 1974/75 beendete Fichte punktgleich mit dem VfB Schloß Holte. Das Entscheidungsspiel um den Klassenerhalt im neutralen Gütersloher Stadtteil Avenwedde gewann Schloß Holte mit 4:3 und schickte damit die Spielvereinigung in die Bezirksliga. Nachdem der direkte Wiederaufstieg nach einer Entscheidungsspielniederlage gegen den Lokalrivalen TuS Dornberg misslang, folgte 1977 die Rückkehr in die Landesliga. Zwei Jahre später gewann die Mannschaft von Trainer Hans Jürgen Stenzel die Meisterschaft mit einem Punkt Vorsprung vor dem TSV Detmold. Damit schaffte die SpVgg Fichte zum zweiten Mal nach 1958 den Aufstieg in die Verbandsliga. Diese war allerdings, nach der Einführung der Oberliga Westfalen im Jahre 1978, nur noch die zweithöchste Spielklasse in Westfalen.
| Saison  | Liga              | Level | Platz | Tore  | Punkte | Saison  | Liga               | Level | Platz | Tore  | Punkte |
| ------- | ----------------- | ----- | ----- | ----- | ------ | ------- | ------------------ | ----- | ----- | ----- | ------ |
| 1964/65 | Landesliga, Gr. 5 | IV    | 6.    | 43:41 | 35:29  | 1972/73 | Landesliga, Gr. 1  | IV    | 9.    | 43:36 | 32:32  |
| 1965/66 | Landesliga, Gr. 1 | IV    | 2.    | 68:44 | 42:22  | 1973/74 | Landesliga, Gr. 1  | IV    | 10.   | 51:55 | 29:31  |
| 1966/67 | Landesliga, Gr. 1 | IV    | 6.    | 49:47 | 33:27  | 1974/75 | Landesliga, Gr. 1  | IV    | 15.   | 40:58 | 25:39  |
| 1967/68 | Landesliga, Gr. 1 | IV    | 9.    | 40:37 | 26:34  | 1975/76 | Bezirksliga, Gr. 2 | V     | 2.    | 63:24 | 44:16  |
| 1968/69 | Landesliga, Gr. 1 | IV    | 3.    | 55:31 | 36:24  | 1976/77 | Bezirksliga, Gr. 2 | V     | 1.    | 61:36 | 38:22  |
| 1969/70 | Landesliga, Gr. 1 | IV    | 6.    | 45:51 | 30:30  | 1977/78 | Landesliga, Gr. 1  | V     | 7.    | 55:50 | 31:29  |
| 1970/71 | Landesliga, Gr. 1 | IV    | 8.    | 46:43 | 32:28  | 1978/79 | Landesliga, Gr. 1  | V     | 1.    | 56:36 | 44:16  |
| 1971/72 | Landesliga, Gr. 1 | IV    | 4.    | 50:33 | 37:23  |         |                    |       |       |       |        |

### Fahrstuhljahre bis zur Fusion (1979 bis 1999)
Wie schon in den 1960er Jahren kam Fichtes Mannschaft in der Verbandsliga nicht über Mittelfeldplätze hinaus. 1981 retteten sich die Bielefelder mit einem Punkt Vorsprung auf den TSV Westerkappeln vor dem Abstieg. Nach zwei zehnten Plätzen in den Jahren 1983 und 1984 folgte 1985 der zweite Abstieg aus der Verbandsliga und die Spielvereinigung wurde zu einer Fahrstuhlmannschaft. Nach zwei Vizemeisterschaften hinter den Amateuren von Arminia Bielefeld und dem Bünder SV in den Jahren 1988 und 1989 schaffte Fichte dann 1990 zum dritten Mal den Aufstieg in die Verbandsliga. Zehn Punkte Vorsprung hatten die Bielefelder vor dem Vizemeister FC Gohfeld. Gleich in der Aufstiegssaison 1990/91 wurde die Mannschaft von Trainer Peter Albersmeyer Achter mit 30:30 Punkten und erreichte damit die beste Platzierung der Vereinsgeschichte.
Drei Jahre später beendete die Mannschaft die Saison punktgleich mit Preußen Lengerich und dem STV Horst-Emscher. Es wurde eine Entscheidungsspielrunde angesetzt, bei der die Bielefelder zunächst mit 1:2 in Lengerich verloren. Der Klassenerhalt wurde dann durch einen 1:0-Heimsieg auf der Rußheide gegen den ehemaligen Erstligisten Horst-Emscher sichergestellt. Schon in der Saison 1994/95 folgte dann der dritte Abstieg von Fichte aus der Verbandsliga. Am Saisonende fehlte ein Punkt auf die zweite Mannschaft vom Lokalrivalen DSC Arminia. Zwei Jahre später kehrte Fichte als Meister vor SuS Vlotho-Winterberg noch einmal in die Verbandsliga zurück. Die Mannschaft wurde zunächst Zwölfter und in der letzten Spielzeit des Vereins 1998/99 Achter. Dabei stand Fichte aufgrund der besseren Tordifferenz in der Tabelle einen Platz vor dem Fusionspartner VfB 03. Der letzte Erfolg der SpVgg Fichte war der Gewinn der Bielefelder Hallen-Stadtmeisterschaft 1998 durch einen 4:1-Sieg im Endspiel gegen die Amateure von Arminia Bielefeld. Im Jahr davor hatte Fichte im erstmals ausgetragenen Wettbewerb das Endspiel gegen den VfB 03 mit 4:6 verloren.
| Saison  | Liga                | Level | Platz | Tore  | Punkte | Saison  | Liga                | Level | Platz | Tore  | Punkte |
| ------- | ------------------- | ----- | ----- | ----- | ------ | ------- | ------------------- | ----- | ----- | ----- | ------ |
| 1979/80 | Verbandsliga, Gr. 1 | IV    | 9.    | 39:47 | 28:32  | 1989/90 | Landesliga, Gr. 1   | V     | 1.    | 64:25 | 48:12  |
| 1980/81 | Verbandsliga, Gr. 1 | IV    | 14.   | 31:51 | 21:39  | 1990/91 | Verbandsliga, Gr. 1 | IV    | 8.    | 43:50 | 30:30  |
| 1981/82 | Verbandsliga, Gr. 1 | IV    | 11.   | 47:56 | 25:35  | 1991/92 | Verbandsliga, Gr. 1 | IV    | 10.   | 33:44 | 26:34  |
| 1982/83 | Verbandsliga, Gr. 1 | IV    | 10.   | 65:62 | 29:39  | 1992/93 | Verbandsliga, Gr. 1 | IV    | 11.   | 43:65 | 26:34  |
| 1983/84 | Verbandsliga, Gr. 1 | IV    | 10.   | 44:50 | 31:37  | 1994/95 | Verbandsliga, Gr. 1 | V     | 15.   | 31:61 | 17:43  |
| 1984/85 | Verbandsliga, Gr. 1 | IV    | 17.   | 34:71 | 18:50  | 1993/94 | Verbandsliga, Gr. 1 | IV    | 13.   | 53:63 | 25:39  |
| 1985/86 | Landesliga, Gr. 1   | V     | 3.    | 52:36 | 37:23  | 1995/96 | Landesliga, Gr. 1   | VI    | 7.    | 53:43 | 43     |
| 1986/87 | Landesliga, Gr. 1   | V     | 5.    | 64:41 | 37:23  | 1996/97 | Landesliga, Gr. 1   | VI    | 1.    | 72:26 | 67     |
| 1987/88 | Landesliga, Gr. 1   | V     | 2.    | 63:37 | 43:21  | 1997/98 | Verbandsliga, Gr. 1 | V     | 12.   | 43:54 | 31     |
| 1988/89 | Landesliga, Gr. 1   | V     | 2.    | 59:33 | 41:23  | 1998/99 | Verbandsliga, Gr. 1 | V     | 8.    | 47:57 | 41     |

## Erfolge
- Meister der Landesliga Westfalen 1: 1958, 1979, 1990, 1997
- Meister der Bezirksliga Westfalen 2: 1954, 1956, 1977
- Bielefelder Hallenstadtmeister: 1998

## Persönlichkeiten
- Karsten Bremke, spielte später bei Arminia Bielefeld in der Bundesliga
- Michael Butz, spielte zuvor bei Arminia Bielefeld in der Bundesliga
- Stefan Butz, spielte zuvor bei Arminia Bielefeld in der Bundesliga
- Bodo Daus, spielte zuvor beim SC Herford in der 2. Bundesliga
- Dietmar Erler, spielte später für Borussia Dortmund und Eintracht Braunschweig in der Bundesliga
- Willi Haubrock, spielte zuvor bei Arminia Bielefeld in der erstklassigen Oberliga West
- Roland Kopp, machte ein Spiel in der 2. Bundesliga für Arminia Bielefeld
- Erich Staude, spielte später für den MSV Duisburg in der Bundesliga
- Horst Staude, spielte später für die DJK Gütersloh in der zweitklassigen Regionalliga West
- Günther Stolte, spielte zuvor bei Arminia Bielefeld in der erstklassigen Oberliga West
- Friedel Tiekötter, spielte zuvor für den VfL Osnabrück in der erstklassigen Oberliga Nord

## Leichtathletik
Die 4-mal-400-Meter-Staffel der Frauen belegte bei den Deutschen Leichtathletik-Meisterschaften 1981 in Gelsenkirchen den siebten Platz. Ein Jahr später in München belegte die Männermannschaft im 20-km-Gehen den achten Platz.